# NPLC
NPLC (Abkürzung für Number of Power-Line-Cycles oder auch Net Power Line Cycles) ist ein Begriff aus der Messtechnik und beschreibt die Genauigkeit, mit der eine Spannung oder ein Strom von einem Messgerät (beispielsweise einem Multimeter) angezeigt wird. Er gibt die Anzahl der Netzzyklen an, über die ein Messgerät integriert, bis es einen Messwert anzeigt.

## Grundlagen
Wechselspannungen und Wechselströme weisen einen periodischen Verlauf auf, der mit seiner Frequenz in Hertz beschrieben wird. Die Messwerte, dargestellt als Kurve über die Zeit, haben meist den Verlauf einer Sinuskurve; auch andere Kurvenverläufe (Rechteckverlauf, Sägezahnkurve) sind möglich. Punktuell auf dieser Kurve abgegriffene Spannungen geben daher keinen Aufschluss über den Effektivwert der Wechselspannung, sondern nur den zum Messzeitpunkt auf der Kurve ermittelbaren Wert. Um den Effektivwert zu ermitteln, muss daher über mehrere Messwerte integriert werden. Die Zahl dieser Messwerte in Bezug auf die Dauer einer Schwingungsperiode wird mit der Bezeichnung NPLC angegeben.
Beispiel: Wenn ein Multimeter eine Spannung über 50 NPLC misst, wird die Spannung über 1 Sekunde gemittelt und dann angezeigt (Bei einer Netzfrequenz von 50 Hz, also einer Periodendauer von 0,02 sec).
Ein hoher NPLC „beruhigt“ den Messwert und eliminiert das Rauschen, dies wird durch die längere Dauer der Messung erkauft. Ein niedriger NPLC führt zu schnell veränderlichen, schwankenden Messwerten. Wird die zu messende Größe von der Netzfrequenz gestört, ermittelt ein NPLC ≤ 1 unzuverlässige Messwerte, da kein ganzer (Stör-)Spannungszyklus mehr ausgewertet wird.